# Jaulnay
Jaulnay – miejscowość i gmina we Francji, w Regionie Centralnym, w departamencie Indre i Loara.
Według danych na rok 1990 gminę zamieszkiwało 290 osób, a gęstość zaludnienia wynosiła 20 osób/km² (wśród 1842 gmin Regionu Centralnego Jaulnay plasuje się na 851. miejscu pod względem liczby ludności, natomiast pod względem powierzchni na miejscu 905.).